# Musson (Sèvre)
Der Musson (manchmal auch Marcusson genannt) ist ein kleiner Fluss im Südwesten von Frankreich, der im Département Deux-Sèvres der Region Nouvelle-Aquitaine nordöstlich der Stadt Niort verläuft.

## Geografie

### Verlauf
Der Musson entspringt unter dem Namen Ruisseau du Raganier einem kleinen See im nordöstlichen Gemeindegebiet von La Chapelle-Bâton. Er verläuft generell Richtung Südsüdwest und mündet nach insgesamt rund 17 Kilometern im Gemeindegebiet von Saint-Gelais als rechter Nebenfluss in die Sèvre Niortaise. Im Mündungsabschnitt quert der Musson die Autobahn A83.

### Orte am Fluss
(Reihenfolge in Fließrichtung)
- Les Chaises, Gemeinde La Chapelle-Bâton
- Vuzé, Gemeinde La Chapelle-Bâton
- La Bertonnière, Gemeinde Augé
- Bois Aigu, Gemeinde Augé
- Villeneuve, Gemeinde Cherveux
- Cherveux le Vieux, Gemeinde Cherveux
- Creuse, Gemeinde La Crèche
- Bonneuil, Gemeinde François
- Quéray, Gemeinde Saint-Gelais